# Club Natació Olot
El Club Natació Olot es un club deportivo  de Olot (Gerona) España fundado en 1955. 
En el club se practica la natación, el tenis, el atletismo, el triatlón y el waterpolo.